# Villarino de los Aires
Villarino de los Aires ist ein nordwestspanischer Ort und eine Gemeinde (municipio) mit 739 Einwohnern (Stand: 2024) in der Provinz Salamanca in der Autonomen Gemeinschaft Kastilien-León. Zur Gemeinde gehört auch der Weiler Cabeza de Framontanos.

## Lage und Klima
Der Ort Villarino de los Aires liegt im äußersten Nordwesten der Provinz Salamanca in einer Höhe von ca. 580 bis 600 m in der kargen und felsigen Landschaft des Naturparks Arribes del Duero nahe der vom Fluss Duero gebildeten Grenze zu Portugal. Der nur etwa 10 km Luftlinie, aber ca. 23 km Fahrtstrecke entfernte Nachbarort Fermoselle befindet sich in der Provinz Zamora. Die Stadt Ledesma ist ca. 50 km (Fahrtstrecke) in südöstlicher Richtung entfernt; die Provinzhauptstadt Salamanca ist insgesamt ca. 85 km entfernt. Das Klima im Winter ist oft rau, im Sommer dagegen meist gemäßigt und warm; Regen (ca. 585 mm/Jahr) fällt überwiegend im Winterhalbjahr.

## Bevölkerungsentwicklung
| Jahr      | 1857  | 1900  | 1950  | 2000  | 2018 |
| Einwohner | 1.962 | 2.129 | 1.790 | 1.067 | 805  |

Infolge der Mechanisierung der Landwirtschaft und der Aufgabe von bäuerlichen Kleinbetrieben ist die Bevölkerungszahl seit der Mitte des 20. Jahrhunderts auf den derzeitigen Tiefststand zurückgegangen.

## Wirtschaft
Die Landwirtschaft, vor allem die Anpflanzung von Weinreben, Oliven- und Obstbäumen, spielt traditionell die größte Rolle im Wirtschaftsleben der Kleinstadt; die Gemeinde gehört zum Weinbaugebiet Arribes. Im Jahr 1970 wurde der auf dem Gemeindegebiet befindliche Staudamm der Almendra-Talsperre fertiggestellt. Daneben fungiert der Ort bis heute als Handels-, Handwerks- und Dienstleistungszentrum für die Dörfer und Weiler in der Region. Einnahmen aus dem Tourismus in Form der Vermietung von Ferienwohnungen (casas rurales) sind in den letzten Jahrzehnten hinzugekommen.

## Geschichte
Der Ort war nach seiner Rückeroberung (reconquista) aus den Händen der Mauren und der anschließenden Wiederbevölkerung (repoblación) Grenzstadt zum Königreich Portugal. Er wurde im Jahr 1296 vorübergehend vom portugiesischen König Dionysius eingenommen. Während der Herrschaft der kastilischen Könige Alfonso XI., Pedro I. und Enrique II. bildeten sich unabhängige Grundherrschaften (señorios) heraus und die Kleinstadt wurde befestigt; ihre Blütezeit erlebte sie im 15. und 16. Jahrhundert.

## Sehenswürdigkeiten
- Der Ort verfügt über ein hübsches Ortsbild mit zum Teil verwinkelten Gassen.
- Die beiden Kirchen Iglesia de San Sebastián und Iglesia Santa María la Mayor stammen aus dem 15./16. Jahrhundert.
- Das Rathaus (ayuntamiento) aus dem 18. Jahrhundert hat einen Treppengiebel und einen dreibogigen Portikus im Erdgeschoss.
- Im Umkreis von etwa 500 m befinden sich zwei auf kurzen Wanderungen erreichbare Aussichtspunkte (Mirador de la Falla und Mirador del Duero) mit Blicken in das Tal des Duero.

Umgebung
- Ein circa vier Kilometer langer Ausflug führt zu einer von Granitfelsen umgebenen keltischen Festung des Teso de San Cristóbal. Archäologen haben hier einen steinernen Mauerring rekonstruiert.[4]
- Die Mündung des Río Tormes in den Río Duero befindet sich etwa 3 km nordwestlich des Ortes. Von hier sieht man die Staumauer der unter portugiesischer Kontrolle stehenden Talsperre Bemposta.
- Die Staumauer der Almendra-Talsperre befindet sich etwa 15 km (Fahrtstrecke) östlich.

## Persönlichkeiten
- José Rico Martín (1915–1937), General und Mitverschwörer gegen Franco, wurde in Villarino de los Aires geboren.
- José-Miguel Ullán (1944–2009), Schriftsteller und lange Zeit im französischen Exil lebend, wurde in Villarino de los Aires geboren.